# Паншинская верфь
Паншинская верфь — корабельная верфь на которой в конце XVII века строились корабли для Азовского флота.

## История

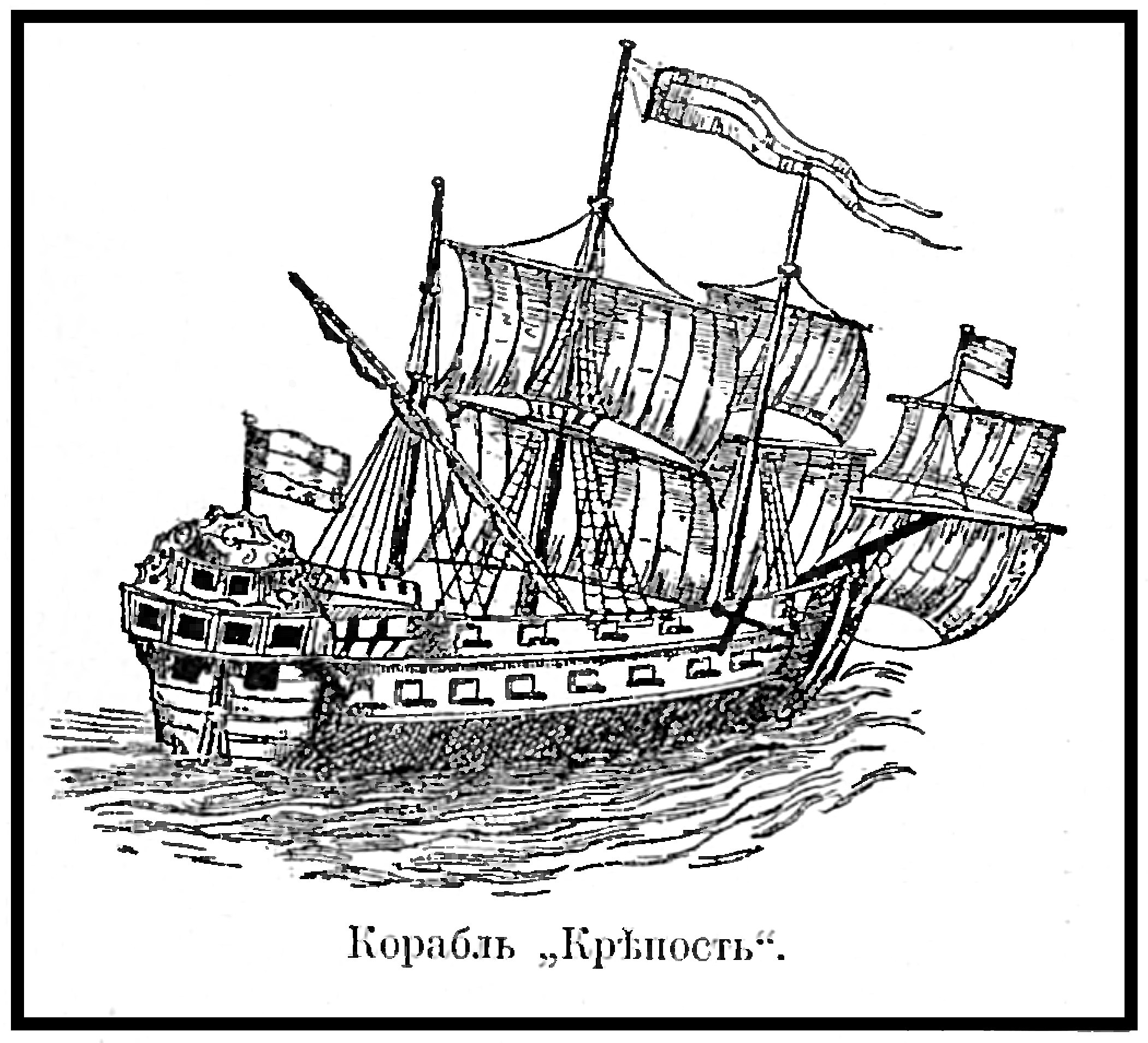
Корабль «Крепость»

Корабельная верфь была основана в 1697 году на острове реки Дон между двумя протоками в казачьем Паншином городке. Данное место для строительства верфи предложил вице-адмирал Корнелий Крюйс, который проводил в 1695—1696 годы опись донским городкам.
В Походном журнале Пётр I за 1695 год указывал: «Паншин. Городок на правой стороне (Дона), на острову, деревянным тыном огорожен; а тот остров, сказывают, мерою 15 вёрст».
Этот городок во время Первого Азовского похода использовался Петром I как отправной пункт похода на Азов.
В 1697 году на Паншинской верфи для Азовского флота были заложены четыре барбарских корабля «Крепость», «Скорпион» (строитель Иван Юрьев), «Флаг» и «Звезда» (Строитель Изес Томас), Один корабль был построен кумпанством боярина Л. К. Нарышкина, а три — кумпанством «именитого человека» Г. Д. Строганова..
Весной 1699 года корабли были достроены и спущены на воду. В мае они перешли из Паншино в Азов. При проверке 52-х пушечные корабли «Флаг» и «Звезда» были признаны не пригодными к морскому плаванию. Другой корабль «Скорпион» участвовал в Керченском походе 1699 года. В мае 1700 года вернулся в Азов. В плавание больше не выходил.
Единственный 46-ти пушечный корабль «Крепость» паншинской постройки получился прочным и с хорошими мореходными качествами. Именно его Пётр назначил для доставки в Константинополь чрезвычайного русского посла, думного дьяка Е. И. Украинцева, для заключения мирного договора с турецким султаном. Одновременно царь хотел показать туркам, что у России на юге уже есть большие мореходные военные корабли. В мае 1709 был издан указ Петра I о сохранении корабля «для славы, что был в Константинополе».
Всего на Паршинской верфи было построено 4 корабля. В 1699 году строительство на верфи было прекращено.